# Мекмюль
Мекмюль (нім. Möckmühl) — місто в Німеччині, знаходиться в землі Баден-Вюртемберг. Підпорядковується адміністративному округу Штутгарт. Входить до складу району Гайльбронн.
Площа — 49,61 км2. Населення становить 8216 ос. (станом на 31 грудня 2020).